# Etesiolaus catori
Etesiolaus catori är en fjärilsart som beskrevs av George Thomas Bethune-Baker 1904. Etesiolaus catori ingår i släktet Etesiolaus och familjen juvelvingar. Inga underarter finns listade i Catalogue of Life.

## Bildgalleri

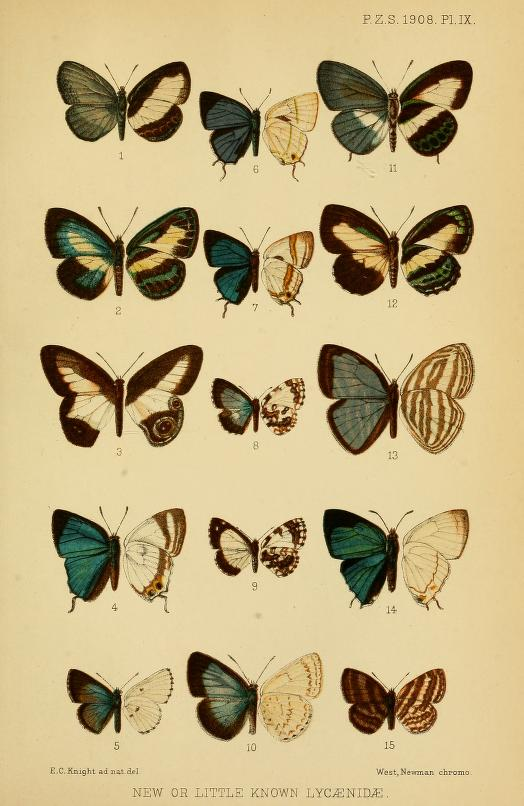